# Golijska Moravica
Golijska Moravica, povijesno Srpska Morava, je rijeka u Srbiji na zapadnom dijelu države u regiji Stari Vlah i Pomoravlje. Izvire na obroncima planine Golije i protiče sjeverno od grada Ivanjice sve do ušća rijeke Zapadne Morave nedaleko od Požege. Duga je 98 km.

## Vanjske poveznice
|  | Zajednički poslužitelj ima još gradiva o temi Golijska Moravica |